# Yuku i la flor de l'Himàlaia
Yuku i la flor de l'Himàlaia (originalment en francès, Yuku et la Fleur de l'Himalaya) és una pel·lícula d'animació de 2022 dirigida per Arnaud Demuynck i Rémi Durin. Es tracta d'una coproducció internacional entre França, Bèlgica i Suïssa. S'ha doblat al català.

## Sinopsi
En Yuku és un jove ratolí que viu amb la seva família al soterrani d'un castell. La seva àvia li transmet els valors familiars explicant-li contes populars de tota la vida. En un dels llibres de contes de la seva àvia, en Yuku aprèn que la flor de l'Himàlaia li pot donar la llum eterna, així que emprèn un gran viatge amb l'objectiu de trobar la flor.

## Repartiment
El repartiment de veus original el francès està compost per:
- Lily Demuynck-Deydier: Yuku
- Agnès Jaoui: la guineu
- Arno: la rata
- Tom Novembre: el llop
- Alice on the Roof: el conill
- Igor Van Dessel: l'esquirol
- Carine Seront: àvia
- Thierry de Coster: el gat
- Maria Baran: mare ratolí
- Martin Spinhayer: el corb
- Lou Durin, Manon Durin i Elisabeth Langlois-Bekaert: els petits ratolins